# Chris Davies (Politiker, 1954)

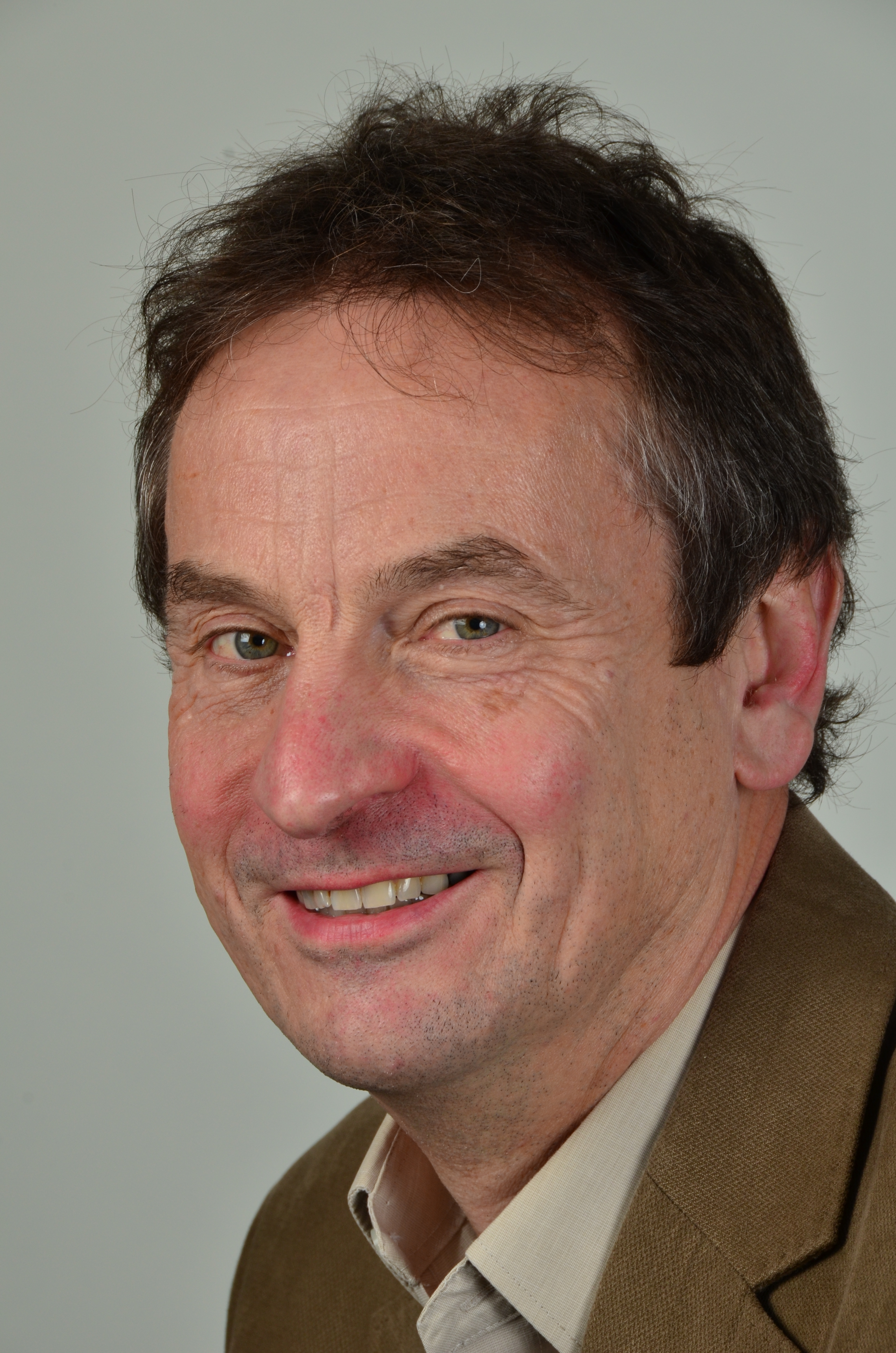
Chris Davies

Christopher Graham Davies (* 7. Juli 1954 in Lytham St Annes) ist ein britischer Politiker und Mitglied der Liberaldemokraten. Er war von 1995 bis 1997 Abgeordneter im House of Commons. Zudem war er ab der Europawahl im Vereinigten Königreich 2019 bis zum 31. Januar 2020 erneut Mitglied des Europäischen Parlaments, dem er zuvor bereits zwischen der Europawahl 1999 und der Europawahl 2014 angehörte.
Bei der Nachwahl im Wahlkreis Littleborough and Saddleworth wurde Davies am 27. Juli 1995 in das House of Commons gewählt. Nachdem dieser Wahlkreis aufgelöst wurde, kandidierte er bei der Britischen Unterhauswahl 1997 im neuen Kreis Oldham East and Saddleworth und verfehlte dabei den Wiedereinzug in das Unterhaus.

## Funktionen als MdEP
- Vorsitzender des Fischereiausschuss
- Mitglied in der Konferenz der Ausschussvorsitze
- Stellvertretendes Mitglied im Ausschuss für Umweltfragen, öffentliche Gesundheit und Lebensmittelsicherheit
- Stellvertretendes Mitglied im Ausschuss für konstitutionelle Fragen
- Stellvertretendes Mitglied der Delegation für die Beziehungen zur Volksrepublik China
- Stellvertretendes Mitglied der Delegation in den Ausschüssen für parlamentarische Kooperation EU-Kasachstan, EU-Kirgisistan, EU-Usbekistan und EU-Tadschikistan sowie für die Beziehungen zu Turkmenistan und der Mongolei